# Sanna Häkkinen
Sanna Häkkinen (ur. 19 marca 1990 w Saarijärvi) – fińska siatkarka, grająca na pozycji libero, reprezentantka kraju.
Dwukrotna złota medalistka fińskiej Mestaruusliigi z drużyną Pölkky Kuusamo (2022, 2023), a także brązowa medalistka z HPK Naiset (2014) i Oriveden Ponnistus (2017). Na swoim koncie ma również dwa Pucharu Finlandii (2019, 2022).
Ma siostrę bliźniaczkę, siatkarkę Sini Häkkinen.

## Sukcesy klubowe
Mistrzostwa Finlandii:
- 2022[4], 2023[5]
- 2014[6], 2017[7]

Puchar Finlandii:
- 2019[8], 2022[9]